# Orfeo Boselli
Orfeo Boselli, född 1597 i Rom, död 23 september 1667 i Rom, var en italiensk skulptör under barocken. Han var elev till François Duquesnoy. Omkring år 1650 utgav Boselli Osservationi sulla scoltura antica, en traktat om den antika skulpturens ideal och proportioner.
Boselli var ledamot av Accademia di San Luca och dess principe år 1667.

## Verk i urval
- Den helige Benedikt av Nursia – Sant'Ambrogio della Massima[1]
- Två Caritas-skulpturer – högaltaret, San Carlo ai Catinari[2]
- Änglar i brons – högaltaret, Santa Maria dell'Umiltà[3]

## Bilder
| - Högaltaret i San Carlo ai Catinari med Bosellis två krönande Caritas-skulpturer. |